# My Graduation Toss
Singles de Sakura Gakuin
Wonderful Journey
(15 février 2012) Ganbare!!
(9 octobre 2013)
Singles par BABYMETAL
Ijime, Dame, Zettai
(9 janvier 2013) Megitsune
(19 juin 2013)
Singles par Kagaku Kyumei Kiko LOGICA?
Science Girl Silence Boy
(21 novembre 2012)
My Graduation Toss est le cinquième single du groupe féminin japonais Sakura Gakuin.

## Détails du single
Le single sort le 27 février 2013 ; il atteint la 13e place des classements hebdomadaires des ventes de l'Oricon et y reste classé pendant deux semaines. Il est disponible en deux éditions dont une régulière (avec un CD seulement) et deux limitées notées A et B (avec le CD et un DVD en supplément). Les titres de l'édition régulière sont les mêmes que ceux de l'édition limitée Type A. Les titres sont écrits par les membres du groupe japonais The Brilliant Green.
La chanson-titre figurera tout comme le single précédent Wonderful Journey sur le troisième album du groupe Sakura Gakuin 2012nendo ~My Generation~ qui sort l'année suivante, en mars 2012.
Il s'agit du dernier single avec Suzuka Nakamoto, membre de la 1re génération du groupe (la deuxième leader après Ayami Mutō), présente pendant trois ans, qui sera graduée un mois après la sortie du single et après la sortie du troisième album ainsi qu'avec Mariri Sugimoto, qui a joint le groupe en mai 2012, membre de la 4e génération, qui quitte en même temps le groupe que Suzuka pour ce convertir en tant que modèle (Mariri aura été fidèle au groupe pendant dix mois seulement).

## Formation
| 1re génération - Suzuka Nakamoto (Leader) : dernier single - Marina Horiuchi - Raura Iida - Nene Sugisaki - Hinata Satō | 2e génération - Yui Mizuno - Moa Kikuchi 3e génération - Rinon Isono - Hana Taguchi | 4e génération - Saki Ōga - Yunano Notsu - Mariri Sugimoto : dernier single |

## Liste des titres
Toutes les paroles sont écrites par Tomoko Kawase, produites et arrangés par Shunsaku Okuda..
| 1. | My Graduation Toss                | 5:34 |
| 2. | Magic Melody                      | 4:37 |
| 3. | My Graduation Toss (Instrumental) | 5:34 |
| 4. | Magic Melody (Instrumental)       | 4:37 |

| 1. | My Graduation Toss                            | 5:34 |
| 2. | Mezase! Super Lady (目指せ！スーパーレディー) | 4:13 |
| 3. | My Graduation Toss (Instrumental)             | 5:34 |
| 4. | Mezase! Super Lady (Instrumental)             | 4:13 |